# 马耳他里拉

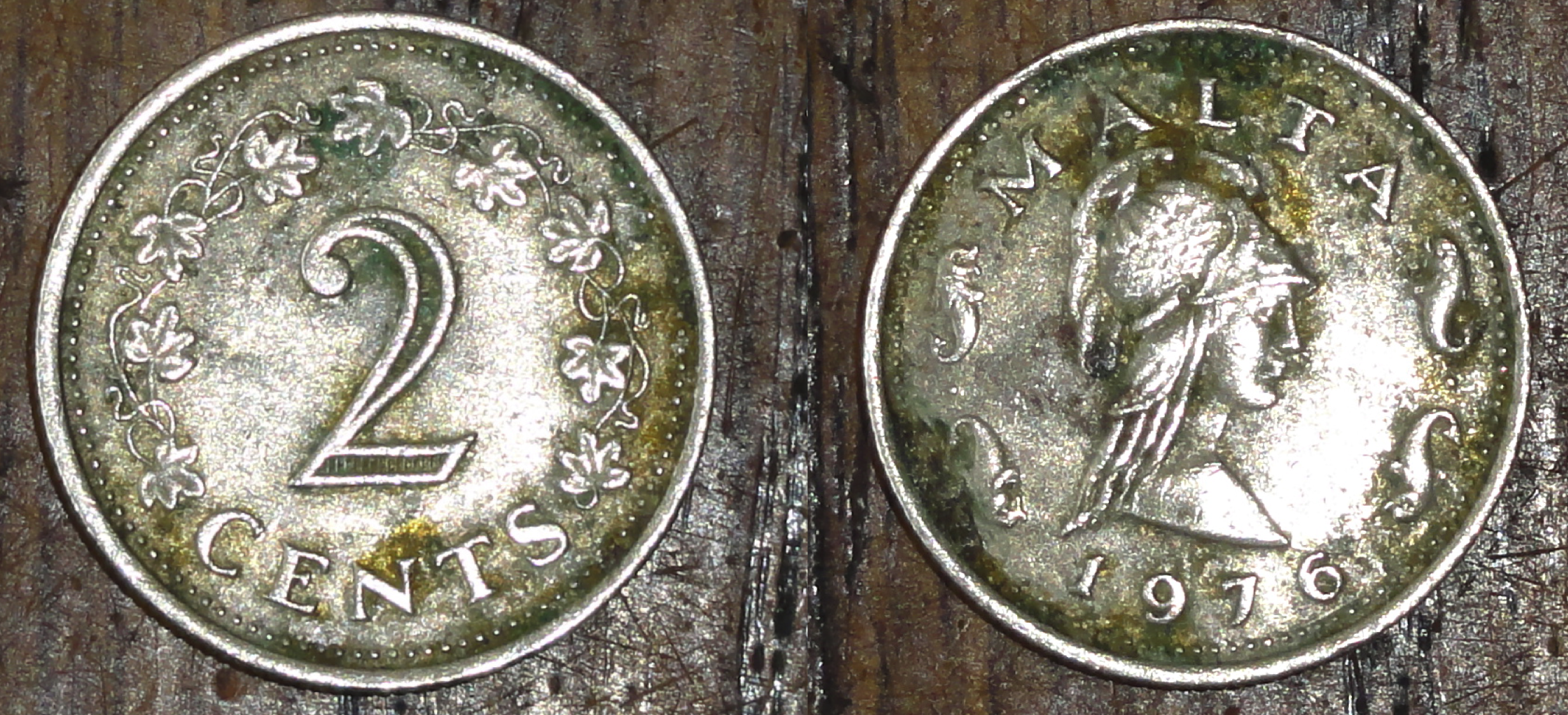
2分馬耳他里拉

马耳他里拉，2007年以前马耳他共和国之法定货币。
馬爾他已於2008年1月1日凌晨零時零分與賽普勒斯（由於時區差距，晚一小時）一同改用歐元。原有的馬爾他里拉紙鈔與硬幣將被歐元取代。

## 汇率
马耳他里拉在2007年以前是全世界价值第二高的流通货币。截至2007年4月28日，1马耳他里拉可兑换3.1596美元。
馬爾他里拉終止使用後，0.429300里拉兌換1歐元。

## 硬币
马耳他里拉有过三个系列的硬币。最小的面值是2米尔(mil)硬币，1米尔等于千分之一里拉。最大的面值是1里拉。全部硬币的面值分别是2、3、5米尔，1、2、5、10、25、50分及1里拉。